# Pseudorthodes nitens
Pseudorthodes nitens là một loài bướm đêm trong họ Noctuidae.